# 朱山 (乾隆進士)
朱山，中國清朝官員，浙江歸安縣人。进士出身。
乾隆十六年（1751年）辛未科二甲進士。乾隆十九年（1754年）任福建邵武府建寧縣知縣。乾隆二十年（1755年）調任台灣府彰化縣知縣。乾隆二十二年三月，被閩浙總督喀爾吉善及福建巡撫鍾音會疏“買補倉穀、短價尅扣”，被革職。不久復官，陞任直隸灤州知州。